# ONE PIECE ROMANCE DAWN STORY
《ONE PIECE ROMANCE DAWN STORY》是於2008年在Jump Festa上映的《ONE PIECE》OVA動畫動畫，為集英社週刊少年JUMP創刊四十週年紀念動畫作品。

## 概述
本作於1996年在『週刊少年Jump的增刊號』揭載的作品『ROMANCE DAWN（SS版）』，是尾田榮一郎代表作《ONE PIECE》的原點作品，也是其雛形，之後分別收錄在其公式書《ONE PIECE RED》和短篇作品集《WANTED!》上，後來“ROMANCE DAWN”這個名字也作為《海賊王》第一話的副標題來使用。
當時的尾田榮一郎還在為《浪客劍心》作者和月伸宏擔任助手，此兩部短篇漫畫結束後尾田榮一郎就正式踏上連載漫畫家之路，雖然作品不多，但《ONE PIECE》也足以令其揚名立萬。
- 兩部《ROMANCE DAWN》的主人公均同《ONE PIECE》主人公魯夫同名同姓，但卻判若兩人
- 兩部作品雖劇情不同，但卻存在兩個共同點：
  - 1.兩部作品的主人公魯夫均是掉進大海後來被女主角救助。
  - 2.路飛被槍擊中，子彈被其橡膠身體彈開。

## 劇情
目前懸賞金3億貝里的魯夫乘著“迷你梅利2號”出海買食物，途中還將海賊『弦月』賈利所率領的海賊團輕易擊倒，魯夫在他所登錄的某城鎮中遇到了少女西魯庫，此時，重獲自由的賈利和他的部下們為了找魯夫報仇，也來到這個城鎮，魯夫卻在這時候，被此地居民誤認為是賈利而被抓了起來……

## 角色
| 角色名稱      | 配音員     |
| ------------- | ---------- |
| 蒙其·D·魯夫   | 田中真弓   |
| 羅羅亞·索隆   | 中井和哉   |
| 娜美          | 岡村明美   |
| 騙人布        | 山口勝平   |
| 香吉士        | 平田廣明   |
| 多尼多尼·喬巴 | 大谷育江   |
| 妮可·羅賓     | 山口由里子 |
| 佛朗基        | 矢尾一樹   |
| 布魯克        | 長         |
| 傑克          | 池田秀一   |
| 哥爾·D·羅傑   | 大塚周夫   |
| 旁白          | 大場真人   |

西魯庫（Silk）
聲優：松谷彼哉（日本）
《ROMANCE DAWN》的女主角，住在小鎮上的少女。有著一頭美麗的金髮、綁著馬尾的少女。原本是個被海賊遺棄的小孩，後來被鎮上的人收養，相當珍惜鎮上的人，並把他們和小鎮視為自己的寶物，願意冒著生命危險去保衛它。她明白，並非所有的海賊都是壞人，會對像魯夫這樣的海賊表現出同理心。
在《ONE PIECE》中是娜美的原型，在本作OVA動畫版中與原作版的形象略有不同。
『弦月』賈利（Galley）
聲優：小山力也〈本作〉、川津泰彥〈第48集〉、藤原貴弘〈第877集〉（日本）；符爽〈第48集〉、宋克軍〈第877集〉（台灣）
海賊，懸賞金500萬貝里，有著弦月型的小鬍子。在本作被魯夫輕鬆擊敗兩次。
在《ONE PIECE》中也有登場，但形象略有不同，於羅格鎮篇（動畫版）登場；後於圓蛋糕島篇客串登場。
鎮長
聲優：鹽屋浩三（日本）
西魯庫鎮上的鎮長。
在《ONE PIECE》中是布多爾（橘子鎮鎮長）的原型。

## 製作
- 原作：尾田榮一郎（集英社『週刊少年Jump』）
- 監督：所勝美
- 劇本：櫻井剛
- 音楽：田中公平、浜口史郎
- 編集：牧信公
- 美術監督：吉池隆司
- 作畫監督：島貫正弘
- 製作擔當：松坂一光
- 錄音：渡邊繪里奈、新井秀德
- 企劃：淺間陽介
- 動畫製作：東映動畫
- 製作：集英社

## 歌曲
主題曲『日语：』
作詞：藤林聖子；作曲：田中公平；編曲：多田彰文
主唱：9人的草帽海賊團【魯夫（田中真弓）、索隆（中井和哉）、娜美（岡村明美）、騙人布（山口勝平）、香吉士（平田廣明）、喬巴（大谷育江）、羅賓（山口由里子）、佛朗基（矢尾一樹）、布魯克（長）】

## 外部連結
- ジャンプスーパーアニメツアー公式サイト